# 6 Dywizja Lotnictwa Myśliwskiego
6 Dywizja Lotnictwa Myśliwskiego  (6 DLM) – związek taktyczny lotnictwa myśliwskiego ludowego Wojska Polskiego.

## Formowanie i zmiany organizacyjne
Dywizja organizowana była w ramach dwuletniego planu przyspieszonego rozwoju wojska. Na podstawie rozkazu ministra obrony narodowej nr 0096/Org. z 7 kwietnia 1951 roku, we Wrocławiu rozpoczęto tworzyć dowództwo dywizji. Etat nr 6/126 dowództwa dywizji przewidywał 100 żołnierzy zawodowych i 5 kontraktowych. Prace organizacyjne trwały od 1 maja do 1 listopada 1952 roku.
Wobec załamania się planu przyspieszonego rozwoju wojsk, rozkazem MON nr 0078/Org. z 19 listopada 1952 roku wprowadzono nową organizację dywizji, która posiadała tylko dwa pułki lotnictwa myśliwskiego.
Rozkazem nr 0054/Org. z 6 lipca 1957 roku, minister obrony narodowej polecił dowódcy Wojsk Lotniczych i Obrony Przeciwlotniczej sformować na bazie dowództwa 6 Dywizji Lotnictwa Myśliwskiego OPL Dowództwo 3 Korpusu Obrony Przeciwlotniczej Obszaru Kraju.

## Struktura organizacyjna
W skład 6 DLM miały wchodzić następujące jednostki:
- 3 pułk lotnictwa myśliwskiego
- 20 pułk lotnictwa myśliwskiego (formowany w Krzesinach)
- 43 pułk lotnictwa myśliwskiego (formowany w Oleśnicy)
- 85 kompania łączności
- 52 Ruchome Warsztaty Remontu Lotnictwa

Po zmianach w 1952 roku w skład 6 DLM weszły następujące jednostki:
- 3 pułk lotnictwa myśliwskiego
- 11 pułk lotnictwa myśliwskiego
- 85 kompania łączności
- 52 Ruchome Warsztaty Remontu Lotnictwa

## Dowódcy dywizji
- ppłk pil. Czesław Tanana (22 X 1954 – 17 V 1956)
- ppłk pil. Andrzej Rybacki (III – VII 1957)